# Rhydderch Hael

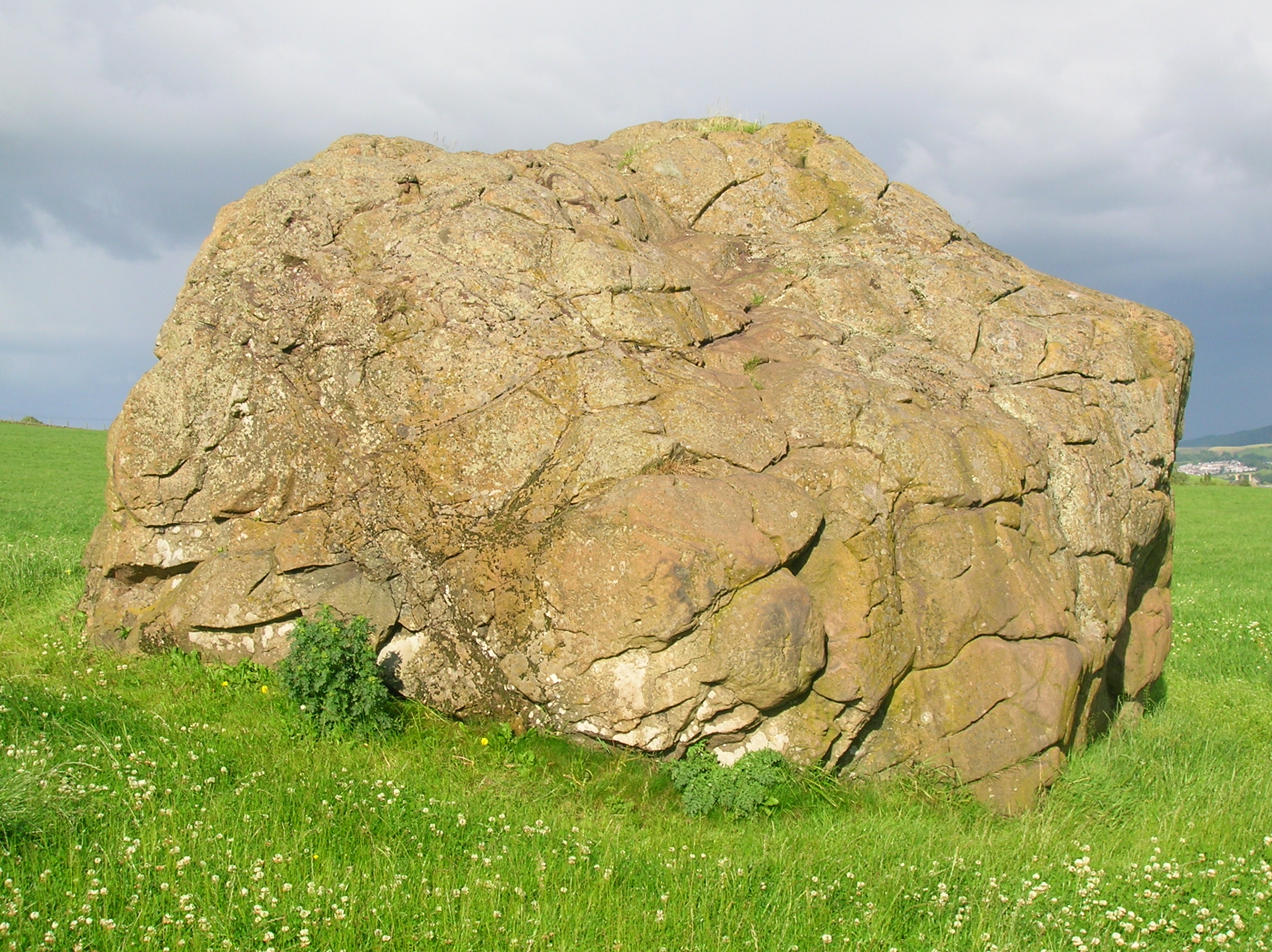
Piedra balanceante de Clochoderick, en Renfrewshire, Escocia. Se dice que esta piedra marca el lugar donde Rhydderch fue enterrado.

Rhydderch Hael (en inglés: Rhydderch the Generous, "Rhydderch el Generoso"), Riderch I de Alt Clut, o Rhydderch de Strathclyde (fl. 580 - c. 614), fue gobernante del Alt Clut, un reino britano en el Yr Hen Ogledd o "Viejo Norte" de Britania. Fue uno de los reyes más famosos de la saga de Hen Ogledd y aparece con frecuencia en obras medievales posteriores en galés y latín.